# Американский университет в Каире
Американский университет в Каире (англ. American University in Cairo (AUC); араб. الجامعة الأمريكية بالقاهرة, DMG Al-Jame’a Al-Amerikeya Bel-Qāhira) — светский, англоязычный исследовательский частный университет в египетской столице Каир. Предлагает американские программы обучения на степени бакалавра (37), магистра (44) и профессора (2), а также программу непрерывного образования для студентов из более 60 стран. Университету предоставлена аккредитация Комиссией Высшего образования Средних Штатов США (MSCHE) и Национальным органом Египта по обеспечению качества и оценки образования (NAQAAE).

## История

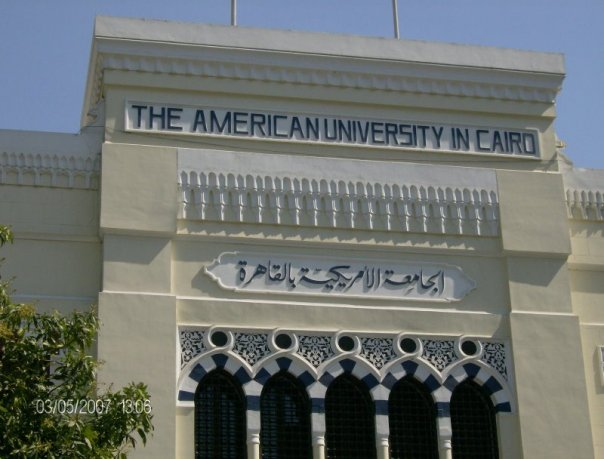
Кампус на площади Тахрир.

Университет основан в 1919 году Американской миссией в Египте, финансируемой Пресвитерианским объединением Северной Америки с целью культурного обогащения и модернизации Египта. Подготовительная школа открыла свои двери для 142 учащихся 5 октября 1920 года во Дворце Хайри-паши (1860). Первые дипломы были вручены 20 студентам в 1923 году. Между основателем университета Чарльзом А. Уотсоном и руководителями Пресвитерианского объединения США возник конфликт о будущем университета: Уотсон стремился развивать западное высшее образование, а Объединение — сохранить христианское влияние. Спустя четыре года Уотсон определил светскую направленность университета.
Первые студенты-женщины поступили для обучения в 1928 году. В 1950 году Университет включил в образование степени бакалавров искусства, науки, выпускные дипломы и непрерывное образование. В эти же годы в названии Университета изменился предлог с «at» на «in». В 1960 году основано Издательство Американского Университета в Каире, которое в наши дни выпускает 80 книг ежегодно.
В Шестидневную войну Университет не был национализирован, но многие американские факультеты изгнали из страны.
К середине 1970-х годов включены также бакалаврские и магистерские программы по дисциплинам инженерное дело, управление, компьютерные технологии, журналистика и массовые коммуникации, научные программы. наряду с открытием ряда исследовательских центров отраслей бизнеса, науки, технологий, социологии, филантропии и гражданских инициатив.
В 1978 году университет учредил «Центр развития пустынь» для помощи в устойчивом развитии пустынных районов Египта. Исследования «Центра развития пустынь» курируются «Научно-исследовательским институтом поддержки окружающей среды» (англ. Research Institute for a Sustainable Environment).

## Кампусы

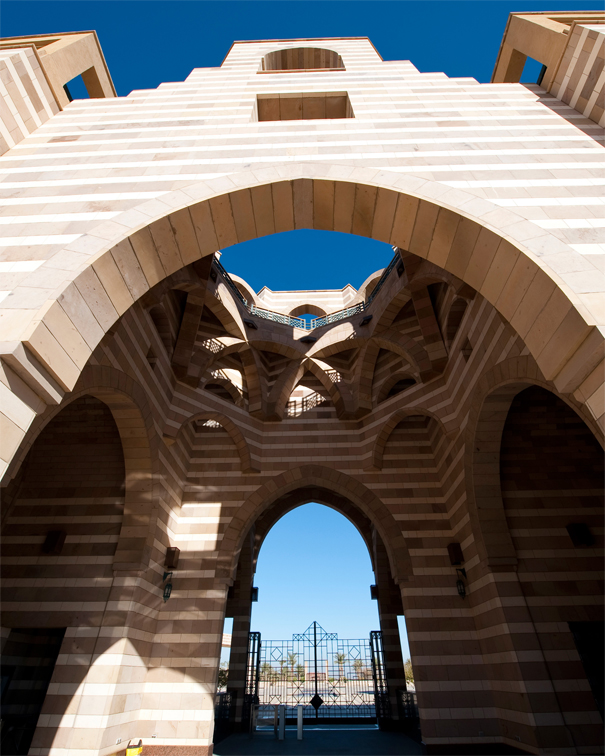
AUC в Новом Каире.

Изначально Университет находился на площади Тахрир в центре Каира возле Дворца Хайри-паши. Юэт-зал (англ. Ewart Hall) назван в 1928 году в честь Уилльяма Дана Юэта — дедушки миссис Рутт Литт, пожертвовавшей $100 000 на строительство. Дизайнером выступил A. St. John Diament. Большая аудитория могла вместить 1200 студентов. В 1932 году построено новое здание для «Школы востоковедения» в традиционном стиле. Позже появился Греческий кампус из 5 зданий в центре Каира, рядом с которым выстроены Метро «Садат» и железнодорожная станция «Рамсес». Стена на улице Мохамед-Махмуд разрисована революционными граффити, которые фотографируют туристы, а руководство университета старается сохранить в память о революции в Египте 2011 года.
В 2008 году Университет сменил Греческий кампус на 1,05 км2 кампус в Новом Каире в 32 км (45 минут) от главного корпуса в центре. Он вместил 6 школ и 10 исследовательских центров в областях исследования пустыни, биологии, гражданско-правовых отношений. Греческий кампус выделен на развитие технологического парка, стартапов и малого бизнеса.